# Stadt – Land – Quiz
Stadt – Land – Quiz ist eine Quizshow vom SWR, die seit 2011 ausgestrahlt wird. In der Sendung treten immer zwei Gemeinden (oder Ortsteile) gegeneinander an. Die eine liegt dabei in Rheinland-Pfalz, während sich die andere in Baden-Württemberg befindet.

## Geschichte
Die Sendung mit Jens Hübschen gibt es seit 2011. Der Name ist vom Spiel Stadt, Land, Fluss abgeleitet. Anfangs wurde die Sendung immer donnerstags von 18:15 bis 18:45 Uhr im SWR Fernsehen in Rheinland-Pfalz ausgestrahlt. Ab Januar 2014 wurden neue Folgen der Sendung immer samstags von 19:15 bis 19:45 Uhr ausgestrahlt.
Seit März 2017 wird die Sendung in beiden Bundesländern ausgestrahlt und läuft immer von 18:45 bis 19:30 Uhr. Im Sommer 2024 wurden teilweise freitags um 21 Uhr Erstausstrahlungen gesendet. Seit März 2025 werden auch Folgen mit Moderatorin Annette Krause gezeigt.
Zum 15. Geburtstag der Show wurde eine Live-Sendung vom Rheinland-Pfalz-Tag 2025 aus Neustadt an der Weinstraße ausgestrahlt.

## Sendungsinhalt und Ablauf
In der Sendung treten zwei Gemeinden aus den beiden Bundesländern gegeneinander an. Außerdem gibt es in jeder Sendung ein bestimmtes Thema, das die beiden Städte verbindet, und dementsprechend ist es auch das Überthema der Quizrunden.
In den beiden Gemeinden wird dann mit Passanten, die der Moderator in der Innenstadt der Orte antrifft, jeweils eine Quizrunde gespielt. Diese Personen vertreten für diese eine Runde ihre Gemeinde. Dabei gibt es Quizrunden, die in jeder Sendung vorkommen, wie zum Beispiel ein Bilderrätsel oder Wahr-oder-falsch-Fragen. Pro Quizrunde kann man bis zu 100 Punkte für die eigene Gemeinde erspielen.
Neben den normalen Quizrunden, bei denen Personen spontan angesprochen werden, gibt es zudem die sogenannte Stadtbildsuche. Dabei suchen zwei Personen, die eine bestimmte Rolle im Ort haben, ein bestimmtes Bildmotiv im Stadtbild. Der Moderator gibt das Bild vor, dass die beiden Personen in der Stadt finden müssen, um dann ein Selfie mit dem gesuchten Bildmotiv und sich zu machen. Für die korrekte Erledigung gibt es 200 Punkte. 
Nach sechs Quizrunden und der Suche kommt es zum Finale. Dort müssen die zwei Personen von der Stadtbildsuche in 60 Sekunden Fragen zum Thema der Sendung beantworten. Dabei können bis zu 200 Punkte erspielt werden.
Am Ende der Sendung werden die Punkte zusammengezählt und die Gemeinde mit den meisten Punkten gewinnt das Quiz. Zum Schluss werden immer die besten Bilder aus der Gewinnergemeinde gezeigt.

## Ausstrahlungen
| Datum der Erstausstrahlung | Thema            | Rheinland-Pfalz | Baden-Württemberg | Quelle |
| -------------------------- | ---------------- | --------------- | ----------------- | ------ |
| 15. März 2025              | Wohnträume       | Flammersfeld    | Eberstadt         | [ 6 ]  |
| 05. April 2025             | Fremde Sprachen  | Germersheim     | Heidelberg        | [ 7 ]  |
| 19. April 2025             | Mit allen Sinnen | Mehlingen       | Grafenhausen      | [ 8 ]  |

grün = Gewinner